# De Allierede
De Allierede er betegnelsen for den alliance af nationer, der under ledelse af Storbritannien, Sovjetunionen, USA og Republikken Kina bekrigede Aksemagterne bestående af Tyskland, Japan og Italien under 2. verdenskrig. Betegnelsen anvendtes fejlagtigt om de stater der var i krig med Centralmagterne under 1. verdenskrig. Den alliance kaldes Ententen.

## Allierede i 2. verdenskrig

### De oprindeligt Allierede
- Polen
- Frankrig
- Storbritannien

### Vigtigste allierede under krigen
- Frankrig (Fra Frankrigs besættelse af tyske tropper til de allieredes landgang i Normandiet aktiv gennem tropper i eksil samt modstandsorganisationer.)
- Storbritannien
- Sovjetunionen (fra midten af 1941)
- USA (fra slutningen af 1942)
- Republikken Kina (Stillehavskrigen)

### GennemCommonwealthallierede
- Australien
- Canada
- New Zealand
- Sydafrika

### Andre allierede
Lande besat af aksemagterne, der hovedsageligt ydede bistand gennem modstandskamp.
- Polen (besat af Tyskland fra 1939)
- Tjekkoslovakiet
- Danmark (besat af Tyskland 9. april 1940)[bør uddybes]
- Norge (besat af Tyskland 9. april 1940)
- Belgien (besat af Tyskland, 10. maj 1940)
- Holland (besat af Tyskland, 10. maj 1940)
- Luxembourg (besat af Tyskland, 10. maj 1940)
- Grækenland (besat af Italien, Nazi-Tyskland og Bulgarien 28. oktober 1940)
- Jugoslavien (besat af Nazi-Tyskland, Italien, Ungarn, Rumænien og Bulgarien, 6. april 1941)